# Alissa Tichtchenko
 (janvier 2024).
Si vous disposez d'ouvrages ou d'articles de référence ou si vous connaissez des sites web de qualité traitant du thème abordé ici, merci de compléter l'article en donnant les références utiles à sa vérifiabilité et en les liant à la section « Notes et références ».
Pour les articles homonymes, voir Tishchenko.
Alissa Maksimovna Tichtchenko (en russe : Алиса Максимовна Тищенко) est une gymnaste rythmique russe, née le 17 février 2004 à Krasnodar (Russie).

## Biographie
Tichtchenko fait partie du groupe russe qui a participé aux Championnats du monde juniors 2019 à Moscou, en Russie, remportant la médaille d'or aux concours d'ensemble dans toutes les catégories. L'année suivante, elle intègre l'équipe nationale russe à l'âge de seize ans. 
En 2021, elle participe aux championnats d'Europe de Varna, remportant la médaille d'or par équipes (senior et junior combinés) et la médaille d'or en groupe junior 5 cerceaux. et en groupe junior 5 rubans. Elle fait ensuite partie de la délégation du comité national de Russie dans le concours des ensembles aux jeux olympiques de Tokyo, remportant la médaille d'argent avec ses coéquipières Anastasia Bliznyuk, Anastasiia Maksimova, Anastasiia Tatareva et Angelina Shkatova.

## Palmarès

### Jeux olympiques
- Tokyo 2020
  -  médaille d'argent au concours des ensembles par équipes

### Championnats du monde
- Kitakyūshū 2021
  -  Médaille d'or par équipe.
  -  Médaille d'or au concours général en groupe.
  -  Médaille d'or en groupe 5 ballons.
  -  Médaille d'argent en groupe 3 cerceaux + 4 massues.

### Championnats d'Europe
- Varna 2021
  -  Médaille d'or par équipe.
  -  Médaille d'or en groupe 5 cerceaux (junior)
  -  Médaille d'or en groupe 5 rubans (junior)